# Alonso Miguel de Tovar

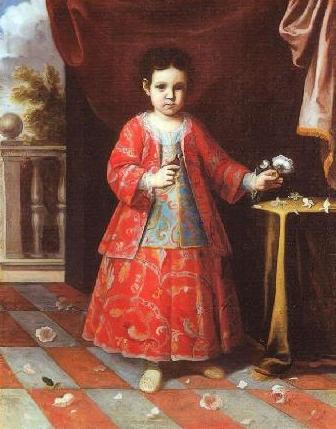
Retrato de una niña. 1732. Alonso Miguel de Tovar. Museo Wallraf-Richartz. Colonia.

Alonso Miguel de Tovar (Higuera de la Sierra, provincia de Huelva, mayo de 1678-Madrid, 11 de septiembre de 1752) fue un pintor español de la escuela sevillana.

## Biografía
Nació en mayo de 1678 en Higuera de la Sierra, Huelva. Fue bautizado en la iglesia de San Sebastián de la localidad el 1 de junio. Fue primo del pintor Juan Ruiz Soriano.
En 1690 se trasladó a Sevilla donde, probablemente, empezó a trabajar en el taller del pintor Juan Antonio Osorio. Osorio era un admirador de la obra de Bartolomé Esteban Murillo y Tovar también lo fue. Otro aprendiz de ese taller fue Domingo Martínez, con quien trabó una estrecha amistad.
En 1691 Osorio vivía en la calle Alcázares, en la collación de San Juan de Palma, cercana a la calle Feria, donde se organizaba un mercadillo de pintura. Tovar empezó a trabajar por cuenta propia en torno a 1702. Ese año estuvo trabajando como pintor para la parroquia de Zufre, cerca de Higuera de la Sierra. En 1703, de nuevo en Sevilla, tenía su residencia en la calle Boteros, en la collación de San Ildefonso. En 1709 contrajo matrimonio con Francisca Teresa Cabezas, hermana de los arquitectos Alonso  y Bernardo Cabezas de Miranda. Posteriormente se trasladó a la calle Linos, en la collación de Omnium Sanctorum. En 1714 se trasladó a la calle Mesones, de nuevo en la collación de San Ildefonso. El oficial de su taller era Juan Ruiz Soriano y contaba con diversos aprendices.
Tovar fue consiguiendo popularidad con sus obras. Además, por conocer detalladamente la técnica de Murillo, el Cabildo Catedralicio le encargó la restauración de la pintura el Nacimiento de la Virgen de la capilla de la Inmaculada de la catedral de Sevilla. En torno a 1723 realizó una Inmaculada para la capilla de la Casa de Contratación, que estaba entonces en Cádiz. En la actualidad, esta obra se conserva en la catedral de Cádiz.
Isabel de Farnesio, esposa de Felipe V y aficionada a Murillo, llamó a la Corte a Tovar entre finales de 1723 y principios de 1724. La llegada de Tovar a Madrid coincidió con la contratación de muchos artistas para decorar el palacio de La Granja de San Ildefonso. En estas fechas, el pintor y arquitecto Teodoro Ardemans estaba realizando la colegiata del palacio. Es posible que Tovar realizase el cuadro de la Divina Pastora para esta colegiata. En la actualidad ese cuadro está en el Museo del Prado.
Tovar fue auxiliar de Jean Ranc en el palacio de La Granja y en el palacio madrileño. En 1725, Ranc se ausentó durante unos meses, dejando al cargo a Tovar. En 1726 falleció Teodoro Ardemans y Alonso Miguel Tovar fue nombrado pintor de cámara de Felipe V. Alonso Tovar regresó a Sevilla meses después y se sabe que Felipe V estuvo en Sevilla entre 1729 y 1733, aunque se desconoce si la Corte y Tovar fueron juntos a esta ciudad. En este periodo, Tovar regresó a Madrid para mantener abierto el taller en esa ciudad. Jean Ranc tuvo mucho trabajo en Sevilla y, en febrero de 1731, solicitó a Felipe V que le enviara a sus ayudantes. El 28 de noviembre el rey mandó llamar a Sevilla a los ayudantes de Ranc, Tovar y Perales. Tovar regresó a Madrid a finales de 1734 y se dedicó (junto a Ranc, Perales, Pedro de Calabria, Juan de Miranda y Francisco de Ortega) a inventariar las pinturas del Real Alcázar de Madrid que se habían salvado del incendio ocurrido en diciembre del mismo año. En 1735 falleció Ranc, que fue sustituido por Louis-Michel van Loo. Tovar compartió taller con Van Loo a partir de 1737.
Además de realizar obras propias, Alonso Miguel de Tovar fue valorado por las copias que realizaba.

## Obra
Son obras documentadas o de atribución segura:
- 1702. Decoración de la hornacina del retablo de la Virgen del Rosario. Iglesia de la Purísima Concepción. Zufre, provincia de Huelva.
- 1704-1710. San Antonio de Padua. Colección del duque de Montpensier. Sanlúcar de Barrameda, provincia de Cádiz.
- 1704-1710. San José con el Niño. Catedral de Sevilla.
- 1711. Retrato de un caballero del linaje Mendoza. Museo de Arte de la Escuela de Diseño de Rhode Island, Estados Unidos.
- 1710-1720. Virgen de la Faja. Museo de Cádiz.
- 1710-1720. Divina Pastora. Iglesia de San Sebastián. Higuera de la Sierra, provincia de Huelva.
- 1720. Virgen del Consuelo. Catedral de Sevilla.
- C. 1723. Inmaculada Concepción. Catedral de Cádiz.
- C. 1723. Inmaculada Concepción. P. Montmomery. Nueva York, Estados Unidos.
- C. 1723. Virgen del Carmen. Iglesia de Santa Catalina. Sevilla.
- C. 1723. Aparición de la Virgen a san Pedro Nolasco. Museo de Bellas Artes de Sevilla.
- C. 1723. Virgen del Carmen. Óleo sobre estandarte bordado. Pudo ser una Virgen del Rosario modificada en 1768. Iglesia de Santa Catalina. Sevilla.
- C. 1724. San Pascual adorando la custodia. Museo del Prado. Madrid.
- C. 1725. Retrato de don Juan Manuel Fernández Pacheco, VIII marqués de Villena. Grabado. Biblioteca Nacional de España. Madrid.
- C. 1727. Retrato de don Diego de Astorga y Céspedes. Grabado. Biblioteca de la Universidad de Sevilla.
- 1729. Retrato de la I marquesa de Perales del Río. Madrid.
- 1729. Retrato de doña María Marcela López de Morera. Madrid.
- 1732. Divina Pastora. Pintura para estandarte (simpecado). Iglesia de los Capuchinos. Sevilla.
- 1732. Retrato de una niña. Museo Wallraf-Richartz. Colonia, Alemania.
- C. 1733. Arcángel Gabriel. Iglesia de San Antonio Abad. Sevilla.
- C. 1733. Arcángel Seatiel. Iglesia de San Antonio Abad. Sevilla.
- C. 1733. Arcángel Barachiel. Iglesia de San Antonio Abad. Sevilla.
- C. 1733. Arcángel Uriel. Iglesia de San Antonio Abad. Sevilla.
- C. 1734. Divina Pastora. Museo del Prado. Madrid.
- 1734-1736. Retrato de José Patiño. Córdoba. Colección particular.
- 1734-1740. Retrato del cardenal Gaspar de Molina y Oviedo. Casa consistorial de Sevilla.
- 1734-1740. San Agustín contemplando a Cristo y la Virgen. Museo del Prado. Madrid.
- 1734-1740. Virgen con el Niño. Bollullos Par del Condado, provincia de Huelva.
- 1734-1740. San José con el Niño. Iglesia Mayor Prioral. Puerto de Santa María, provincia de Cádiz.
- 1734-1740. Sagrada Familia con san Joaquín y santa Ana. Madrid. Colección de Antonio Mac Crohon y Jarava.
- 1740-1750. Virgen con el Niño. Real Academia de Bellas Artes de San Fernando. Madrid.
- C. 1748. Retrato de doña Catalina Moscoso Osorio, marquesa de Villena. Paradero desconocido.

- Fecha desconocida. Retrato de la Reina Madre. Paradero desconocido.
- Fecha desconocida. Retrato de don Diego de Astorga y Céspedes. Catedral de Toledo.
- Fecha desconocida. Sagrada Familia y un ángel. Museo del Prado. Madrid.
- Fecha desconocida. Divina Pastora. Subastada en Londres en 1998.
- Fecha desconocida. Cuatro cuadros de Tovar. Sevilla. Colección particular de Aniceto Bravo.
- Fecha desconocida. Varias obras de Tovar. Sevilla. Referidas por Amador de los Ríos en 1844 en la colección particular de José María Suárez de Urbina.

Son obras de autoría dudosa:
- Las dos trinidades. Documentado en Múnich en 1912.
- San Miguel. Sevilla. Colección de José Sáenz.
- Tobías y el ángel. Subastado en Nueva York en 1993.
- Inmaculada Concepción. Subastada en Nueva York en 1990.
- Inmaculada Concepción. Subastada en Nueva York en 1847.
- Inmaculada Concepción. Iglesia de Santa Catalina. Cádiz.
- Inmaculada Concepción. The National Gallery. Londres, Reino Unido.
- Inmaculada Concepción. Museo de Arte Kimbell. Fort Worth, Estados Unidos.
- Inmaculada Concepción. México. Colección de Camps Ribera.
- Inmaculada Concepción. Bagdad, Irak. Colección particular.
- Inmaculada Concepción. Fundación de Oscar Cintas. Nueva York, Estados Unidos.
- Inmaculada Concepción. Detroit Institute of Arts, Estados Unidos.
- Inmaculada Concepción. Museo del Louvre. París, Francia.
- Inmaculada Concepción. Iglesia de San Sebastián. Higuera de la Sierra, provincia de Huelva.
- Inmaculada Concepción. Sevilla. Colección de Aniceto Bravo.
- Inmaculada Concepción. Sevilla. Colección de Aniceto Bravo.
- Inmaculada niña. Museo de Bellas Artes de Budapest.
- Concepción de la Granja. Museo del Prado. Madrid.
- Concepción de la media luna. Dibujo. Barcelona. Librería Babra.
- Virgen de Belén. Iglesia de San Sebastián. Higuera de la Sierra, provincia de Huelva.
- Virgen de Belén. Convento de San Antonio. Sevilla.
- Virgen de Belén. Convento de los Terceros. Sevilla.
- Virgen con el Niño. Iglesia de Santa Cruz. Medina de Rioseco, provincia de Valladolid.
- Virgen del Rosario. Sevilla. Colección de Aniceto Bravo.
- Virgen del Rosario con santo dominico. Iglesia de San Juan Bautista. Marchena, provincia de Sevilla.
- Divina Pastora [74x56 cm]. Convento de los Capuchinos. Sevilla.
- Divina Pastora [87x66 cm]. Convento de los Capuchinos. Sevilla.
- Divina Pastora. Monasterio del Espíritu Santo. Sevilla.
- Divina Pastora. Iglesia de San Martín. Bollullos de la Mitación, provincia de Sevilla.
- Divina Pastora. Madrid. Colección de Pérez Asensio.
- Divina Pastora. Iglesia del Carmen. El Río, La Rioja.
- Divina Pastora. Ámsterdam, Países Bajos. Cardenal Fesch.
- Divina Pastora. Palacio Real. Madrid.
- Divina Pastora. Sevilla. Colección de Mazuqueli.
- Cuadros de la vida de Nuestra Señora. Sevilla. Colección de Miguel Martín García de Embila.
- San José con el Niño. Castletown Geoghegan, condado de Westmeath, Irlanda. Colección particular.
- San José con el Niño.  Subastado en Nueva York en 1993.
- San José con el Niño. Museo de Bellas Artes de Budapest.
- San José con el Niño [121x91 cm]. Corporación de Arte de Glasgow, Escocia, Reino Unido.
- San José con el Niño [123x97,5 cm]. Museo de Glasgow. Escocia, Reino Unido.
- San José y el Niño. Iglesia de San Sebastián. Higuera de la Sierra, provincia de Huelva.
- San José con el Niño. Saint-Cloud, Francia. Colección de J. Plasse.
- San José con el Niño. Sevilla. Colección de Gómez del Castillo.
- San José con el Niño. Museo de Bellas Artes de Sevilla.
- Adoración de los pastores. Subastada en Londres en 1983.
- Sagrada Familia con san Joaquín y santa Ana. Madrid. Colección del marqués de Rafal.
- Sagrada Familia con san Joaquín y santa Ana. Madrid. Colección de Garrido.
- Sagrada Familia con san Joaquín y santa Ana. Nueva York. Colección particular.
- Sagrada Familia con san Juanito. Iglesia de Santa María la Blanca. Sevilla.
- Descanso en la huida a Egipto. Academia de Bellas Artes de Múnich, Alemania.
- Nacimiento. Iglesia de Santa María. Medina de Rioseco, provincia de Valladolid.
- Nacimiento de Nuestro Señor. Iglesia de la Purísima Concepción. El Garrobo, provincia de Sevilla.
- Cristo Niño en la gloria. Hamburgo, Alemania. Colección de Kunsthalle.
- Niño Jesús. Museo Ermitage. San Petersburgo, Rusia.
- Niño Jesús con la corona de espinas. Museo del Prado. Madrid.
- Buen Pastor. Iglesia de San Isidoro. Sevilla.
- Buen Pastor. Sociedad Hispánica de América. Nueva York, Estados Unidos.
- Salvador niño. Hospital de las Cinco Llagas. Sevilla.
- Salvador adolescente. Barcelona. Colección particular.
- Cristo Niño. Nueva York. Colección particular.
- Niño Jesús y san Juanito. Sevilla. Colección de Aniceto Bravo.
- San Juan Bautista niño. Hamburgo, Alemania. Colección de Kunsthalle.
- San Juan Bautista. Pollok House. Glasgow, Escocia, Reino Unido.
- San Juan Bautista. Museo del Louvre. París, Francia.
- San Juanito y el cordero. Museo Ermitage. San Petersburgo, Rusia.
- San Juan Bautista con el cordero. The National Gallery. Londres, Reino Unido.
- San Juan Bautista y el cordero. Iglesia de San Isidoro. Sevilla.
- San Juan confortado en el desierto por los ángeles. Sevilla. Colección de José Larrazábal.
- Rostro de Cristo en el episodio de la curación del paralítico. Hospital del Pozo Santo. Sevilla.
- Pasajes de la Pasión de Cristo. Hospital del Amor de Dios. Sevilla.
- Virgen de los Dolores. Sevilla. Colección de José Sáenz.
- Virgen de los Dolores. Colección de José Olmedo.
- Virgen de los Dolores. Catedral de Sevilla.
- Magdalena. Iglesia de Santa Cruz. Medina del Campo, provincia de Valladolid.
- Crucificado. Museo de Arte Timken. San Diego, Estados Unidos.
- San Antonio de Padua. Palacio Real. Madrid.
- San Francisco de Paula. Sevilla. Colección de Aniceto Bravo.
- San Francisco de Paula. Barcelona. Colección de Rodolfo Chanel.
- Liberación de san Pedro. Sevilla. Colección de Aniceto Bravo.
- Santa Gertrudis en éxtasis. Sevilla. Colección de José Sáenz.
- Santa Lucía. Sevilla. Colección de Aniceto Bravo.
- Santa Úrsula. Sevilla. Colección de Aniceto Bravo.
- Santo Tomás de Villanueva niño reparte su ropa. Estuvo en la colección que el duque de Montpensier tenía en el palacio de San Telmo. Copia de un original que estaba en Inglaterra. Paradero desconocido.
- Cristo confortando a santo Domingo. Museo de Bellas Artes de Sevilla.
- Visión de san Antonio. Iglesia de San Pedro. Buga, Colombia.
- San Francisco recibiendo la redoma. Real Academia de Bellas Artes de San Fernando. Madrid.
- Cristo con san Francisco de Asís y san Francisco de Paula. Iglesia de San Isidoro. Sevilla.
- San Juan Nepomuceno o Fraile rezando. Museo de Bellas Artes de Nancy. Francia.
- Desposorios místicos de santa Catalina. Museo Nacional de Arte Antiguo. Lisboa, Portugal.
- Santa Rosa de Lima. Sevilla. Antigua colección de Manuel López Cepero.
- Retrato de Murillo. Museo del Prado. Madrid.
- Retrato de Murillo. Museo de Cádiz.
- Retrato de Murillo. Antigua colección de William Stirling.
- Retrato de Murillo. Nueva York. Estuvo en las colecciones de Glen Oaks y James Hope.
- La familia de Felipe V. Fue realizado en torno a 1728. Desaparecido en 1734. Solo queda un boceto en los fondos del Museo del Prado. Madrid.
- Retrato de Felipe V. Real Academia de Medicina. Sevilla.
- Retrato de Isabel de Farnesio. Real Academia de Medicina. Sevilla.
- Retrato de Isabel de Farnesio. Embajada española. Lima, Perú.
- Retrato de don Fernando niño. Retrato de Fernando de Borbón (n. 1707) realizado en 1725. Museo del Prado. Madrid.
- Retrato del infante don Felipe. Realizado en torno a 1724 en el taller del palacio de La Granja de San Ildefonso.
- Retrato de Luis I. Embajada española. Londres, Reino Unido. Copia de una obra de Jean Ranc.
- Retrato de Fernando VI. Embajada española. Lima, Perú.
- Retrato de Carlos III. Museo del Prado. Madrid. Copia de una obra de Jean Ranc.
- Muchacho. Museo Ermitage. San Petersburgo, Rusia.
- Pinturas murales. Iglesia de San Pablo. Sevilla.